# Honaralli, Bagalkot
Honaralli là một làng thuộc tehsil Bagalkot, huyện Bagalkot, bang Karnataka, Ấn Độ.